# Duin-koekoekspinnendoder
De duin-koekoekspinnendoder (Evagetes littoralis) is een vliesvleugelig insect uit de familie van de spinnendoders (Pompilidae). De wetenschappelijke naam van de soort is voor het eerst geldig gepubliceerd in 1851 door Constantin Wesmael.